# 十七史百将传
《十七史百将传》，又称《百将传》、《正百将传》，是一部中国古代的名将的传记，共分十卷，收录了共一百位名将。
《十七史百将传》是北宋东光（今河北省东光县）人张预（字公立）用了数年时间编写而成的，他从十七史中选出一百位名将，按照《孙子》的思想编写，后世许多的名将传记都是受到了他的影响。至今传世的版本有明朝嘉靖三十二年（1553年）翁氏刻和隆庆元年（1567年）耿文光印本。

## 百将名录
1. 齐太公
2. 孙武
3. 范蠡
4. 孙膑
5. 田穰苴
6. 吴起
7. 白起
8. 王翦
9. 乐毅
10. 李牧
11. 赵奢
12. 廉颇
13. 田单
14. 张良
15. 韩信
16. 周亚夫
17. 李广
18. 卫青
19. 霍去病
20. 赵充国
21. 陈汤
22. 冯奉世
23. 邓禹
24. 寇恂
25. 冯异
26. 岑彭
27. 贾复
28. 吴汉
29. 耿弇
30. 耿恭
31. 王霸
32. 臧宫
33. 祭遵
34. 马援
35. 班超
36. 虞诩
37. 皇甫规
38. 张奂
39. 段纪明
40. 皇甫嵩
41. 朱隽
42. 张辽
43. 张郃
44. 徐晃
45. 李典
46. 邓艾
47. 司马懿
48. 诸葛亮
49. 关羽
50. 张飞
51. 周瑜
52. 吕蒙
53. 陆逊
54. 陆抗
55. 羊祜
56. 杜预
57. 王濬
58. 马隆
59. 周访
60. 陶侃
61. 谢玄
62. 慕容恪
63. 王猛
64. 檀道济
65. 王镇恶
66. 韦睿
67. 王僧辩
68. 吴明彻
69. 崔浩
70. 于谨
71. 斛律光
72. 宇文宪
73. 韦孝宽
74. 杨素
75. 长孙晟
76. 韩擒虎
77. 贺若弼
78. 史万岁
79. 李孝恭
80. 尉迟恭
81. 李靖
82. 李勣
83. 苏定方
84. 薛仁贵
85. 裴行俭
86. 唐休璟
87. 张仁愿
88. 王晙
89. 郭元振
90. 李嗣业
91. 李光弼
92. 郭子仪
93. 李抱真
94. 李晟
95. 李愬
96. 马燧
97. 浑瑊
98. 王忠嗣
99. 刘鄩
100. 刘词